# Câu lạc bộ bóng đá Chiangrai United
Câu lạc bộ bóng đá Chiangrai United (tiếng Thái: สโมสรฟุตบอลเชียงราย ยูไนเต็ด) là một câu lạc bộ bóng đá của Hiệp hội chuyên nghiệp Thái Lan có trụ sở tại tỉnh Chiang Rai, một thành phố nằm ở phía bắc của Thái Lan. Câu lạc bộ chơi ở Thai League 1.

## Lịch sử
Vào năm 2009, câu lạc bộ đã tham gia bóng đá Thái Lan, bắt đầu ở cấp độ 3, Khu vực Liên đoàn khu vực 2 năm 2009. Chiangrai United đã xuất hiện trên đỉnh vào cuối mùa giải thông thường, do đó tuyên bố chức vô địch đầu tiên của họ, đăng quang chiến thắng đầu tiên của Giải vô địch khu vực phía Bắc.
Sau khi giành chức vô địch, Chiangrai đã tham gia Giải vô địch khu vực 2 năm 2009, kết thúc giải đấu mini mùa giải cho tất cả năm đội chiến thắng giải vô địch giải hạng nhất khu vực 2, và kết thúc với tư cách á quân và cuối cùng được thăng hạng lên Giải hạng nhất Thái Lan.

### Thai League 1
Vào năm 2010, câu lạc bộ đã kết thúc ở vị trí thứ 3 tại Thai Division 1 League, thăng hạng lên Thai League 1, lần đầu tiên trong lịch sử của câu lạc bộ họ tham gia vào giải đấu hàng đầu của bóng đá Thái Lan.
Vào năm 2016, Chiangrai United đã thỏa thuận với Tập đoàn Jarken  để củng cố thương hiệu và khởi xướng một chiến lược tiếp thị toàn diện bao gồm, phát triển kinh doanh và củng cố các cấu trúc quản lý để quảng bá một hình ảnh tích cực về niềm đam mê thể thao của Chiangrai United như một thương hiệu để biến Chiangrai United trở thành câu lạc bộ chuyên nghiệp và bền vững. Chiến lược cho thỏa thuận này là được thiết kế để thúc đẩy Chaing Rai United trở thành câu lạc bộ tên tuổi lớn ở Thái Lan.

### Thập kỷ vàng: Thành công ở Thái Lan

#### 2017 & 2018 - Người chiến thắng Cup Liên đoàn bóng đá Thái Lan
Năm 2017, câu lạc bộ tiếp tục thỏa thuận với các tài trợ giá trị cao để cải thiện hình ảnh chuyên nghiệp của câu lạc bộ và thu hút Tanaboon Kesarat, một cầu thủ đội tuyển bóng đá quốc gia Thái Lan với giá trị cao nhất 50 triệu baht, giúp anh trở thành cầu thủ bóng đá Thái Lan có giá trị cao nhất. Họ cũng bảo đảm các cầu thủ cấu hình cao như; Vander Luiz, Felipe Azevedo, Henrique Silva.
Cùng năm, dưới thời HLV người Brazil Alexandre Gama, The Beetles đã chiến thắng trong trận chung kết FA Cup Thái Lan 2017. Đối thủ của Chiangrai trong ngày tại sân vận động Suphachalasai là Bangkok United. Trận đấu kết thúc với 4-2, với chiến thắng của Chiangrai, đây là một trường hợp cứu chuộc cho Chiangrai khi giành được miếng bạc lớn đầu tiên trong lịch sử câu lạc bộ, chỉ ba ngày sau khi thua Muangthong United trong trận chung kết League Cup.
Năm 2018, Câu lạc bộ thu hút Lee Yong-Rae, một cầu thủ đội tuyển bóng đá quốc gia Hàn Quốc và cựu cầu thủ Bill Corinthians của Bill.
Chiangrai đã đánh bại á quân Liga 1, Bali United 3-2 ở vòng sơ loại 2 và Chiangrai thua đội á quân Super League Trung Quốc 2017 Shanghai SIPG 1, 0 trong vòng đấu play-off vòng loại cho vòng bảng AFC Champions League.
Trận chung kết FA Cup Thái Lan 2018, Beetles đã vượt qua tất cả mọi thứ người chiến thắng Thai League 1 Buriram United có thể ném vào họ tại sân vận động của Bangkok để ghi lại chiến thắng 3-2, một cú hat-trick của tiền đạo người Brazil Bill.

#### 2019 - Vô địch Thái Lan 1
Chiangrai đã đánh bại nhà vô địch Myanmar National League 2018, Yangon United 3-1 ở vòng sơ loại 2 với Chiangrai đã giành chiến thắng tại giải vô địch J1 League 2018 Sanfrecce Hiroshima trong vòng đấu play-off vòng loại cho vòng bảng AFC Champions League, Trận đấu kết thúc 0 Sau khi hiệp phụ kết thúc, với việc Chiangrai thua trong loạt sút luân lưu 4-3 tại sân vận động lớn của sân khấu Hiroshima.
Vào tháng 10 năm 2019, Sau khi câu lạc bộ tuyên bố bổ nhiệm dos Santos Silva, huấn luyện viên trưởng mới của câu lạc bộ. Beetles lần đầu tiên giành chiến thắng tại Thai League 1 trong lịch sử câu lạc bộ. United với Buriram United đã kết thúc với 58 điểm giống hệt nhau từ 30 trận đấu. Tuy nhiên, Beetles đã được tuyên bố là người chiến thắng của giải đấu trên cơ sở thành tích đối đầu tốt hơn, Chiangrai giữ Buriram trong trận hòa không bàn thắng ở trận lượt đi vào tháng Tư và sau đó đánh bại gã khổng lồ phía đông bắc 4-0 tại nhà ở Tháng 7 , Chiangrai United chỉ là đội thứ ba giành được chuyến bay hàng đầu sau Buriram United và Muangthong United kể từ khi giải đấu hàng đầu của đất nước được tân trang vào năm 2009.
Ngoài ra, phe này đã chơi tốt trong hầu hết các trò chơi lớn, với sự gọn nhẹ và kỷ luật cho phép họ gây bất ngờ cho mùa xuân. Thay vì bị gánh nặng với việc giữ quyền sở hữu, họ không thể tin được vào việc kìm hãm đối thủ bằng một tiết mục được luyện tập tốt cả về các động tác phòng thủ và nhấn, đứng đầu với các pha phản công chết người. Hầu như tất cả các cầu thủ quan trọng của họ đều đa chức năng: Siwakorn Tiatrakul đã chuyển từ một cầu thủ chạy cánh phải sang một tiền vệ trung tâm, Ekanit Panya có khả năng ở hai cánh hoặc xuống giữa, Suriya Singmui và Chaiyaw Buran cho phép chơi bên cạnh kết hợp ở bên trái, và Lee Yong-Rae hầu như có thể chơi ở bất cứ đâu trên sân.
Phitiwat Sukjitthammakul, Sivakorn Tiatrakul và Ekanit Panya đều đã 'trưởng thành' tại câu lạc bộ, và trông giống như một nhóm cực kỳ gắn kết trong mùa giải này. Cả ba đều được Akira Nishino trao giải thưởng cho các đội tuyển quốc gia, cho thấy thành công của họ đã không được chú ý như thế nào.

## Học viện phát triển
Chiangrai United đã mở học viện trẻ đầu tiên vào năm 2012. Câu lạc bộ cũng thường xuyên cung cấp cho các đội trẻ quốc gia Thái Lan những tài năng địa phương Ekanit Panya. Học viện thanh thiếu niên chơi ở Đoàn Thanh niên Thái Lan.

## Sự tài trợ
Sau đây là các nhà tài trợ của CRUTD (được đặt tên "Đối tác"):

### Nhà tài trợ áo và tiêu đề
| Mùa giải      | Nhà sản xuất Kit | Nhà tài trợ chính |
| ------------- | ---------------- | ----------------- |
| 2018          | Puma             | Singha            |
| 2019          | FBT              | Leo               |
| 2020–Hiện tại | Grand Sport      | Leo               |

### Nhà tài trợ chính thức
Mùa 2020 
- Thai Vietjet Air
- TOA
- Muang Thai Life Assurance
- ฺBGF
- Samart
- Toyota Chiangrai
- Overbrook Hospital
- DPO
- Central Plaza
- Major Cineplex
- Hornbill Group
- Thaweeyont
- Nikon

## Sân vận động

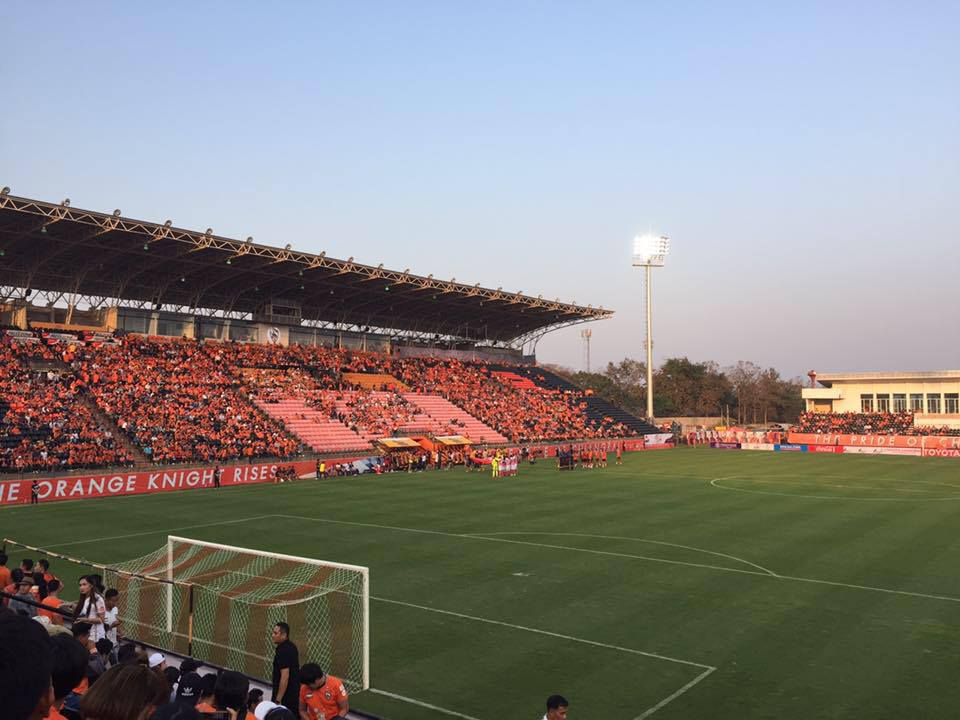
Sân vận động Singha Chiangrai.

Sân nhà của Chiangrai United là Sân vận động của Chiangrai, còn được gọi Sân vận động Singha Chiangrai kể từ tháng 7 năm 2017 do các cam kết tài trợ. Sân vận động nằm ở tỉnh Chiang Rai, Thái Lan. Sân vận động Singha Chiangrai gần sân bay quốc tế Mae Fah Luang với có sức chứa 12.249 người.

## Sân vận động địa điểm theo mùa
| Tọa độ                                          | Vị trí          | sân vận động                       | Sức chứa | Năm           |
| ----------------------------------------------- | --------------- | ---------------------------------- | -------- | ------------- |
| 20°03′29″B 99°53′45″Đ / 20,058081°B 99,895745°Đ | Tỉnh Chiang Rai | Sân vận động Đại học Mae Fah Luang | 3.346    | 2009–2012     |
| 19°57′25″B 99°52′29″Đ / 19,956944°B 99,874722°Đ | Tỉnh Chiang Rai | Sân vận động Singha Chiangrai      | 12.249   | 2012–Hiện tại |

## Kết quả thi đấu các giải châu Á
| Mùa giải | Giải đấu             | Vòng đấu    | Đối thủ                | Sân nhà              | Sân khách            | Kết quả              |
| -------- | -------------------- | ----------- | ---------------------- | -------------------- | -------------------- | -------------------- |
| 2018     | AFC Champions League | Vòng loại 2 | Bali United            | 2–1 (s.h.p.)         |                      |                      |
| 2018     | AFC Champions League | Vòng loại 3 | Thượng Hải SIPG        | 0–1                  | 0–1                  | 0–1                  |
| 2019     | AFC Champions League | Vòng loại 2 | Yangon United          | 3–1                  |                      |                      |
| 2019     | AFC Champions League | Vòng loại 3 | Sanfrecce Hiroshima    | 0–0 (s.h.p.) (3–4 p) | 0–0 (s.h.p.) (3–4 p) | 0–0 (s.h.p.) (3–4 p) |
| 2020     | AFC Champions League | Vòng bảng   | Melbourne Victory      | 2–2                  | 0–1                  | Hạng tư              |
| 2020     | AFC Champions League | Vòng bảng   | Bắc Kinh Quốc An       | 0–1                  | 1–1                  | Hạng tư              |
| 2020     | AFC Champions League | Vòng bảng   | FC Seoul               | 2–1                  | 0–5                  | Hạng tư              |
| 2021     | AFC Champions League | Vòng bảng   | Jeonbuk Hyundai Motors | 1–3                  | 1–2                  | Hạng ba              |
| 2021     | AFC Champions League | Vòng bảng   | Tampines Rovers        | 1–0                  | 3–0                  | Hạng ba              |
| 2021     | AFC Champions League | Vòng bảng   | Gamba Osaka            | 1–1                  | 1–1                  | Hạng ba              |
| 2022     | AFC Champions League | Vòng bảng   | Kiệt Chí               | 2–3                  | 0–1                  | Hạng ba              |
| 2022     | AFC Champions League | Vòng bảng   | Vissel Kobe            | 0–0                  | 0–6                  | Hạng ba              |

## Thành tích trong các cuộc thi AFC
- AFC Champions League: 5 lần ra sân
2018: Vòng play-off
2019: Vòng play-off
2020: Vòng bảng
2021: Vòng bảng
2022: Vòng bảng

## Danh dự

### Thi đấu trong nước

#### liên đoàn
- Thai League 1

 Winners (1): 2019
- Giải hạng nhất Thái Lan

 Third place (1): 2010
- Khu vực Liên minh miền Bắc

 Winners (1): 2009
- Phân khu 2

 Runners-up (1): 2009

#### Cốc
- Cúp FA Thái Lan

Winners (3): 2017, 2018, 2020–21
- Cúp Liên đoàn bóng đá Thái Lan

Winners (1): 2018
Runners-up (1): 2017
- Siêu Cúp Thái Lan

Winners (2): 2018, 2020
Runners-up (1): 2019, 2021

#### Treble
Cúp FA Thái Lan, Cúp Liên đoàn Thái Lan và Cúp vô địch Thái Lan: 2018

## Mùa giải
| Mùa giải | Liên đoàn      | Liên đoàn | Liên đoàn | Liên đoàn | Liên đoàn | Liên đoàn | Liên đoàn | Liên đoàn | Liên đoàn | FA Cup   | League Cup    | Thailand Champions Cup | AFC Champions League | ASEAN Club | Vua phá lưới         | Vua phá lưới |
| Mùa giải | Division       | ST        | T         | H         | B         | BT        | BB        | HS        | Đ         | FA Cup   | League Cup    | Thailand Champions Cup | AFC Champions League | ASEAN Club | Tên                  | Bàn thắng    |
| -------- | -------------- | --------- | --------- | --------- | --------- | --------- | --------- | --------- | --------- | -------- | ------------- | ---------------------- | -------------------- | ---------- | -------------------- | ------------ |
| 2009     | DIV 2 Northern | 20        | 17        | 3         | 0         | 62        | 16        | 54        | Vô địch   | –        | –             | –                      | –                    | –          | Watcharakorn Klaitin | 19           |
| 2009     | RL             | 8         | 3         | 3         | 2         | 12        | 11        | 12        | Á quân    | –        | –             | –                      | –                    | –          | Watcharakorn Klaitin | 19           |
| 2010     | DIV 1          | 30        | 15        | 8         | 7         | 44        | 32        | 53        | Thứ 3     | Vòng ba  | Vòng hai      | –                      | –                    | –          | Wasan Natasan        | 13           |
| 2011     | TPL            | 34        | 11        | 11        | 12        | 47        | 52        | 44        | Thứ 10    | Vòng 1/8 | Tứ kết        | –                      | –                    | –          | Wasan Natasan        | 18           |
| 2012     | TPL            | 34        | 11        | 11        | 12        | 40        | 47        | 44        | Thứ 9     | Bán kết  | Vòng 1/8      | –                      | –                    | –          | Nantawat Tansopa     | 8            |
| 2013     | TPL            | 32        | 8         | 10        | 14        | 32        | 45        | 34        | Thứ 11    | Tứ kết   | Vòng 1/8      | –                      | –                    | –          | Leandro Assumpção    | 9            |
| 2014     | TPL            | 38        | 13        | 16        | 9         | 55        | 47        | 55        | Thứ 7     | Bán kết  | Vòng 1/8      | –                      | –                    | –          | Renan Marques        | 17           |
| 2015     | TPL            | 34        | 12        | 8         | 14        | 42        | 57        | 44        | Thứ 9     | Tứ kết   | Vòng đầu tiên | –                      | –                    | –          | Renan Marques        | 10           |
| 2016     | TL             | 31        | 13        | 6         | 12        | 42        | 43        | 45        | Thứ 8     | Vòng 1/8 | Vòng hai      | –                      | –                    | –          | Wellington Bruno     | 10           |
| 2017     | T1             | 34        | 18        | 6         | 10        | 67        | 42        | 60        | Thứ 4     | Vô địch  | Á quân        | –                      | –                    | –          | Felipe Azevedo       | 18           |
| 2018     | T1             | 34        | 15        | 10        | 9         | 52        | 36        | 55        | 5th       | Vô địch  | Vô địch       | Vô địch                | Vòng loại 3          | –          | Bill                 | 9            |
| 2019     | T1             | 30        | 16        | 10        | 4         | 53        | 28        | 58        | Vô địch   | Tứ kết   | Bán kết       | Á quân                 | Vòng loại 3          | –          | Bill                 | 14           |
| 2020–21  | T1             | 30        | 16        | 6         | 8         | 48        | 32        | 54        | Thứ 4     | Vô địch  | –             | Vô địch                | Vòng bảng            | –          | Bill                 | 18           |
| 2021–22  | T1             | 30        | 13        | 8         | 9         | 33        | 35        | 47        | Thứ 5     | Vòng 1/8 | Bán kết       | Á quân                 | Vòng bảng            | Hủy bỏ     | Bill                 | 8            |
| 2021–22  | T1             | 30        | 13        | 8         | 9         | 33        | 35        | 47        | Thứ 5     | Vòng 1/8 | Bán kết       | Á quân                 | Vòng bảng            | Hủy bỏ     | Bill                 | 8            |

| Vô địch | Á quân | Vị trí thứ ba | Quảng bá | Xuống hạng |

## Kỷ lục mùa giải cho đội B
| Mùa  | liên đoàn | liên đoàn | liên đoàn | liên đoàn | liên đoàn | liên đoàn | liên đoàn | liên đoàn | liên đoàn | Cầu thủ ghi bàn hàng đầu               | Cầu thủ ghi bàn hàng đầu |
| Mùa  | Bộ phận   | P         | W         | D         | L         | F         | Một       | Pts       | Pos       | Tên                                    | Bàn thắng                |
| ---- | --------- | --------- | --------- | --------- | --------- | --------- | --------- | --------- | --------- | -------------------------------------- | ------------------------ |
| 2017 | Bắc T4    | 24        | 3         | 3         | 18        | 18        | 68        | 9         | Ngày 9    | Siripong Inta </br> Thitinun Chai-udom | 2                        |
| 2018 | -         | -         | -         | -         | -         | Đình chỉ  | -         | -         | -         | -                                      | -                        |

## Cầu thủ

### Đội hình đội một
Ghi chú: Quốc kỳ chỉ đội tuyển quốc gia được xác định rõ trong điều lệ tư cách FIFA. Các cầu thủ có thể giữ hơn một quốc tịch ngoài FIFA.
| Số | VT | Quốc gia  | Cầu thủ                                         |
| -- | -- | --------- | ----------------------------------------------- |
| 1  | TM | Thái Lan  | Apirak Worawong                                 |
| 2  | HV | Thái Lan  | Banphakit Phormmanee                            |
| 3  | HV | Thái Lan  | Tanasak Srisai (đội trưởng)                     |
| 4  | HV | Thái Lan  | Piyaphon Phanichakul                            |
| 5  | HV | Hàn Quốc  | Lee Jung-moon                                   |
| 6  | HV | Singapore | Jordan Emaviwe                                  |
| 7  | TV | Thái Lan  | Settasit Suvannaseat                            |
| 8  | TV | Brasil    | Ralph Machado                                   |
| 9  | TĐ | Hàn Quốc  | Lee seungwon                                    |
| 10 | TV | Thái Lan  | Sanukran Thinjom (cho mượn từ PT Prachuap F.C.) |
| 11 | TĐ | Brasil    | Carlos Iury                                     |
| 13 | TĐ | Thái Lan  | Pattara Soimalai                                |
| 15 | HV | Thái Lan  | Santipap Yaemsaen                               |
| 17 | TV | Thái Lan  | Gionata Verzura                                 |

| Số | VT | Quốc gia   | Cầu thủ               |
| -- | -- | ---------- | --------------------- |
| 18 | TĐ | Trung Quốc | Quách Điền Vũ         |
| 20 | TV | Thái Lan   | Thakdanai Jaihan      |
| 21 | TV | Thái Lan   | Suradis Pateh         |
| 27 | TV | Thái Lan   | Apisorn Phumchat      |
| 29 | TV | Thái Lan   | Atikun Mheetuam       |
| 32 | TV | Thái Lan   | Montree Promsawat     |
| 37 | HV | Thái Lan   | Arucha Phodong        |
| 39 | TM | Thái Lan   | Farus Patee           |
| 40 | TĐ | Thái Lan   | Chinnawat Prachuabmon |
| 44 | HV | Brasil     | Júlio César           |
| 50 | TV | Thái Lan   | Ongsa Singthong       |
| 55 | HV | Thái Lan   | Thanawat Pimyotha     |
| 77 | TĐ | Myanmar    | Win Naing Tun         |
| 88 | TV | Singapore  | Harhys Stewart        |
| 99 | TĐ | Thái Lan   | Sittichok Kannoo      |

### Hết nợ
Ghi chú: Quốc kỳ chỉ đội tuyển quốc gia được xác định rõ trong điều lệ tư cách FIFA. Các cầu thủ có thể giữ hơn một quốc tịch ngoài FIFA.
| Số | VT           | Quốc gia | Cầu thủ   |
| -- | ------------ | -------- | --------- |
| —  | {{{vị trí}}} |          | {{{tên}}} |
| —  | {{{vị trí}}} |          | {{{tên}}} |

## Những huấn luyện viên trong lịch sử
- Sarith Wutchuay năm 2009
- Thawatchai Damrong-Ongtrakul năm 2009
- Apisit Imampai tháng 12 năm 2009 – tháng 2 năm 2010
- Kajohn Punnaves tháng 2 năm 2010 – tháng 5 năm 2010
- Rungsimun Songkrohtham tháng 5 năm 2010 – tháng 7 năm 2010
- Stefano Cugurra Teco tháng 7 năm 2010 – tháng 6 năm 2013
- Henk Wisman tháng 7 năm 2013 – tháng 9 năm 2013
- Anurak Srikerd tháng 9 năm 2013 – tháng 10 năm 2013
- Teerasak Po-on tháng 11 năm 2013 – tháng 11 năm 2016
- Alexandre Gama tháng 11 năm 2016 – tháng 10 năm 2018
- Jose Alves Borges tháng 10 năm 2018 – tháng 2 năm 2019
- Ailton dos Santos Silva tháng 2 năm 2019 – tháng 12 năm 2019
- Masami Taki tháng 12 năm 2019 –tháng 10 năm 2020
- Emerson Pereira (tạm quyền) tháng 10 năm 2020 – tháng 4 năm 2021
- Emerson Pereira tháng 4 năm 2021 – tháng 12 năm 2022
- Gabriel Magalhães tháng 12 năm 2022 –